# Villademor de la Vega (kommunhuvudort)
Villademor de la Vega är en kommunhuvudort i Spanien.   Den ligger i provinsen Provincia de León och regionen Kastilien och Leon, i den nordvästra delen av landet, 260 km nordväst om huvudstaden Madrid. Villademor de la Vega ligger 749 meter över havet och antalet invånare är 458.
Terrängen runt Villademor de la Vega är platt.Runt Villademor de la Vega är det ganska glesbefolkat, med 26 invånare per kvadratkilometer. Närmaste större samhälle är Valencia de Don Juan, 5,0 km nordost om Villademor de la Vega. Trakten runt Villademor de la Vega består till största delen av jordbruksmark.